# Blabia strandiella
Blabia strandiella là một loài bọ cánh cứng trong họ Cerambycidae.